# Antonin de Césarée
Pour les articles homonymes, voir Saint Antonin.
Antonin est né vers le milieu du IIIe siècle. Chrétien à l'époque des persécutions, il fut arrêté et martyrisé avec d'autres compagnons : Zebinas, Nicéphore, Germain, et sainte Manathas (ou Ennathas), à Césarée en Palestine sous l'empereur romain Galère en 308. 
Canonisé par les églises catholique et orthodoxe, saint Antonin de Césarée, est fêté le 13 novembre en Occident, et le 12 novembre en Orient.

## Biographie
En 308, sous l'empereur Romain Galère, à l'époque du gouverneur de Césarée Firmilien, Antonin est prêtre chrétien. Un jour où le gouverneur Firmilien s'apprête à offrir un sacrifice à son dieu, Antonin et ses amis Zebinas d'Eleutropolis (Beyt Gourvin) et Germain, l'interrompent et le somment de ne pas commettre cet acte à un « faux dieu ». Devant un acte d'une telle audace, le gouverneur somme les intrus de décliner leur identité. Les trois hommes se déclarent aussitôt comme chrétiens. Le gouverneur les fait immédiatement exécuter, sans même les torturer,.
Le même jour, le tribun Maxys avait fait arrêter une jeune femme de Scythopolis (Beth Shean), nommée Manathas ou Ennathas. Après l'avoir fait saisir, le tribun l'avait trainée poitrine nue, dans toute la ville en la fouettant. Après l'avoir remis au gouverneur Firmilien, celui-ci l'interroge afin de lui faire renier sa foi chrétienne. Devant le refus de la jeune femme, il la fait brûler vive,.
Pour éviter tout culte des martyrs, le gouverneur interdit l'ensevelissement des corps d'Antonin et de ses amis, et les laisse dévorer par les chiens. Ces quatre martyrs sont considérés comme saints par l'Église catholique et commémorés ensemble le 13 novembre.